# Lundy (île)
Pour les articles homonymes, voir Lundy.
Lundy (du norrois lundey, île des macareux) est une île britannique située en mer Celtique, à proximité du canal de Bristol. L'île est située au large des côtes de Devon, en face du Hartland Point (en) et de la baie de Bideford ou de Barnstaple. On peut y accéder par le port d'Ilfracombe, comté de Devon.

## Géographie
L'île mesure 5 km environ du nord-ouest (au North West Point) au sud-est (au Surf Point) et 2 km d'est en ouest. Le tour complet de l'île fait moins de 20 kilomètres.
Le point culminant de l'île est à 142 mètres d'altitude. La géologie de l'île est essentiellement granitique.
Au centre de l'île se niche un petit hameau, dominé par le château de Marisco Castle, situé sur une pointe méridionale. Une église imposante, Saint-Helena, constitue le principal monument de l'île. La côte occidentale de l'île, très escarpée, suivie par un sentier pédestre, est un refuge pour oiseaux sauvages, le "Lundy Heritage Coast", et forme une baie à Jenny's Cove. plus au nord, le sentier parcourt au milieu des rochers du bien nommé Devil's Slide.
Au centre, on peut voir les vestiges d'anciennes carrières de granit.

## Histoire

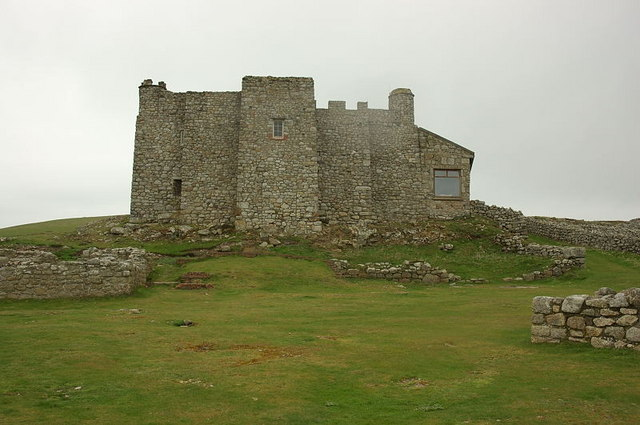
Marisco Castle.

Le peuplement de l'île semble très ancien, probablement depuis l'âge du bronze.
Durant l'Antiquité, des peuples d'origine celtique sont présents sur l'île.
Au Moyen Âge, l'île de Lundy fut une seigneurie privée, qui passa ensuite sous la Couronne britannique. Le château seigneurial de Marisco Castle fut édifié sur un éperon rocheux dans la pointe sud-est de Lundy, durant les XIIe et XIIIe siècles.
L'île fut pendant cinq années un repaire des pirates marocains de la République de Bourgreg, alors que cette république avait établi des alliances avec l'Angleterre. Les pirates de la République de Salé auraient utilisé l'île de Lundy comme base pour leurs opérations de piraterie dans la Manche et l'Atlantique, et notamment le marchandage d'esclaves, guidés par l'un des plus grands corsaires de la république de Salé, Jan Janszoon,,,. L'île fut par la suite de ces événements, en 1635, et le retrait des corsaires de la République de Salé de l'île, prise sous contrôle d'autres pirates barbaresques maghrébins.
Deuxième moitié du XIXe siècle, une exploitation intensive des carrières de granit s'installa au centre de l'île. Un hameau se construisit durant cette période.
L'année 1896 voit la construction de l'église Saint-Helena, aujourd'hui abandonnée. Elle fut construite par le révérend Heaven, financier dans la cité de Londres en 1930.

## Le Royaume de Lundy
| Royaume de Lundy                        |                                    |
| Royaume de Lundy (1929-1969) Lundy (en) |                                    |
| Drapeau de la famille Harman            |                                    |
| Administration                          |                                    |
| Pays                                    | Royaume-Uni                        |
| Territoire revendiqué                   | L'île de Lundy                     |
| Statut politique                        | Micronation                        |
| Capitale                                | Lundy                              |
| Gouvernement                            | Monarchie                          |
| Roi Mandat                              | Martin Coles Harman 1929-1954      |
| Roi Mandat                              | Albion Harman 1954-1968            |
| Démographie                             |                                    |
| Langue(s)                               | Anglais                            |
| Géographie                              |                                    |
| Coordonnées                             | 51° 10′ 48″ nord, 4° 40′ 12″ ouest |
| Superficie                              | 4,45 km2                           |
| Divers                                  |                                    |
| Monnaie                                 | Le Puffin                          |
| Sources                                 |                                    |
| Site officiel                           |                                    |
|                                         |                                    |
| modifier                                |                                    |

Au début du XXe siècle, l'île est achetée par Martin Coles Harman (en) (1885-1954), un homme d'affaires londonien, et devient une propriété privée.
En 1925, le nouveau propriétaire, se basant sur l'histoire médiévale de l'île, se déclare Roi de Lundy. Il frappe sa propre monnaie et imprime des timbres. Il sera condamné pour cela, en 1931, par la justice britannique.
Sans jamais revendiquer une indépendance totale, l'île restera dans la famille Harman jusqu'en 1969, année où elle sera mise en vente et achetée par le Landmark Trust.
Il n'y a plus d'habitants permanents aujourd'hui, les phares servant pour la navigation ayant été automatisés.

## Philatélie
En 1930, comme l'atteste "Le Miroir du Monde" dans son édition du 8 mars 1930, en page 11, l'ile de Lundy avait déjà sa monnaie et ses timbres.
Le nom de la monnaie "symbolique" de Lundy est le "puffin", du nom de l'oiseau de mer qui est l'emblème de l'île, c'est une pièce de bronze de la valeur d'un penny anglais; elle porte sur l'avers, l'image de l'oiseau et sur le revers le profil martial du roi.
De 1940 à 1943, un certain Gerald King a émis des timbres propres à l'île de Lundy. Toutefois, il semble que ces timbres n'aient pas eu cours légal et peuvent être considérés comme des vignettes de fantaisie, que les anglo-saxons appellent cinderellas. Leur cote reste cependant relativement élevée. La valeur faciale était exprimée en "puffin".
Plusieurs séries de timbres ont été émises, aux effigies les plus diverses : un penny Victoria de 1853, 12 valeurs sur la thématique des chemins de fer de 1882 comprenant d'étonnant timbres portant les mentions "Railway letter" ou "Railway parcel", des timbres de guerre "War Tax" et timbres de charité de 1916, trois "Victory Stamps" en 1919, 13 valeurs sur le roi George VI entre 1938 et 1943 (valeur faciale en "puffin"), 3 timbres sur Sir Winston Churchill en 1965, 5 timbres sur le thème de la faune de l'île en mai 2010, et bien sûr de nombreux timbres sur le macareux ("puffin" en anglais), emblème de Lundy.
Les timbres émis par Gerald King sont récents et sont tous faux. Mais Lundy exploite son propre service postal privé depuis 1929 et émet des timbres de poste locale pour en couvrir les frais. Ils couvrent le coût de l'acheminement du courrier jusqu'au bureau de poste britannique le plus près et incluent les frais de la poste britannique pour l'acheminement du courrier dans le monde entier. Il s'agit de la plus ancienne poste privée au monde qui soit toujours en exploitation. Les timbres authentiques de Lundy sont recherchés et certains sont très rares. Il existe une société appelée Lundy Collectors Club, basée en Angleterre, qui réunit les adeptes de ces timbres-poste.

## Galerie

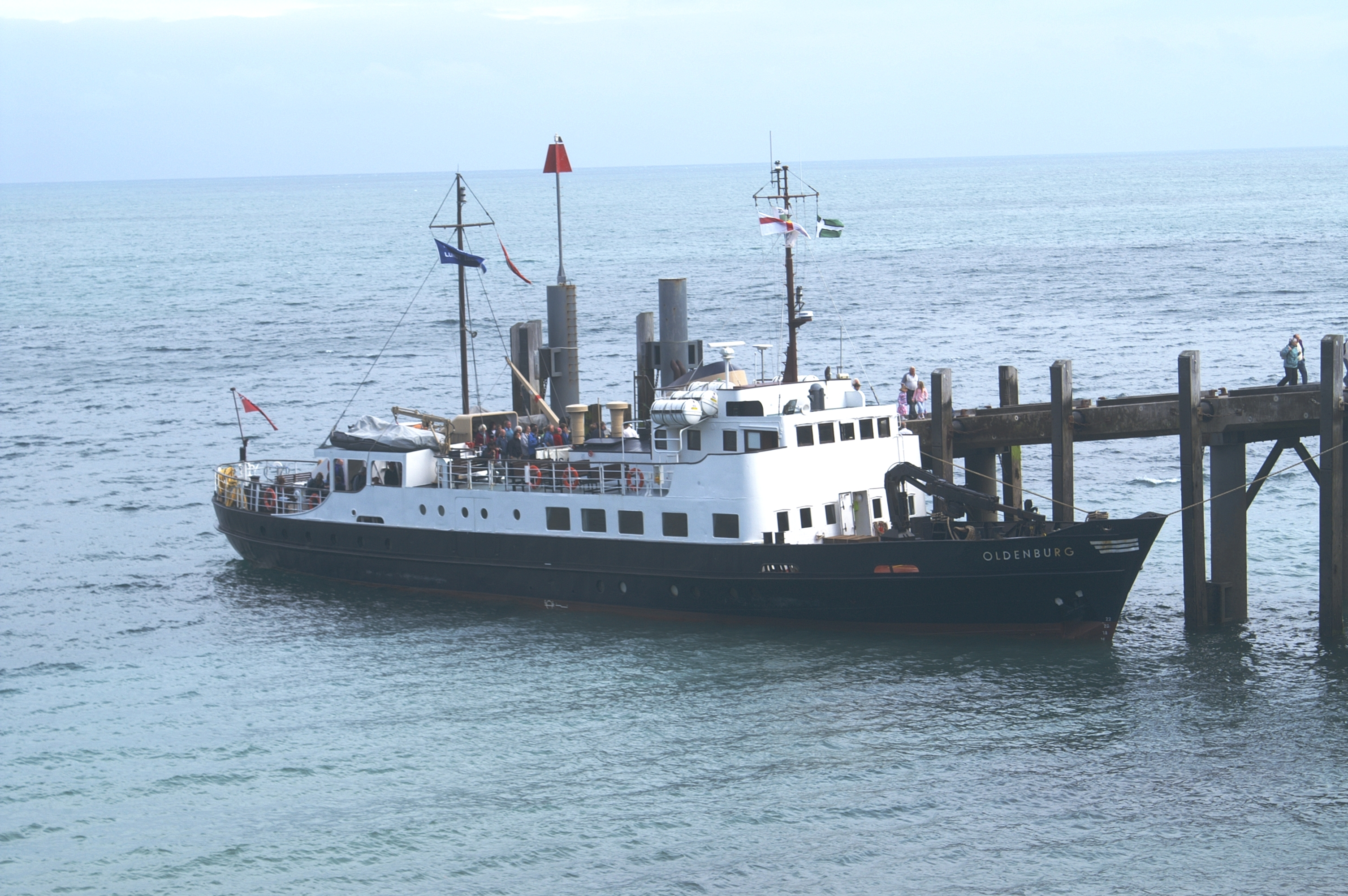
Oldenburg, ferry desservant Lundy.
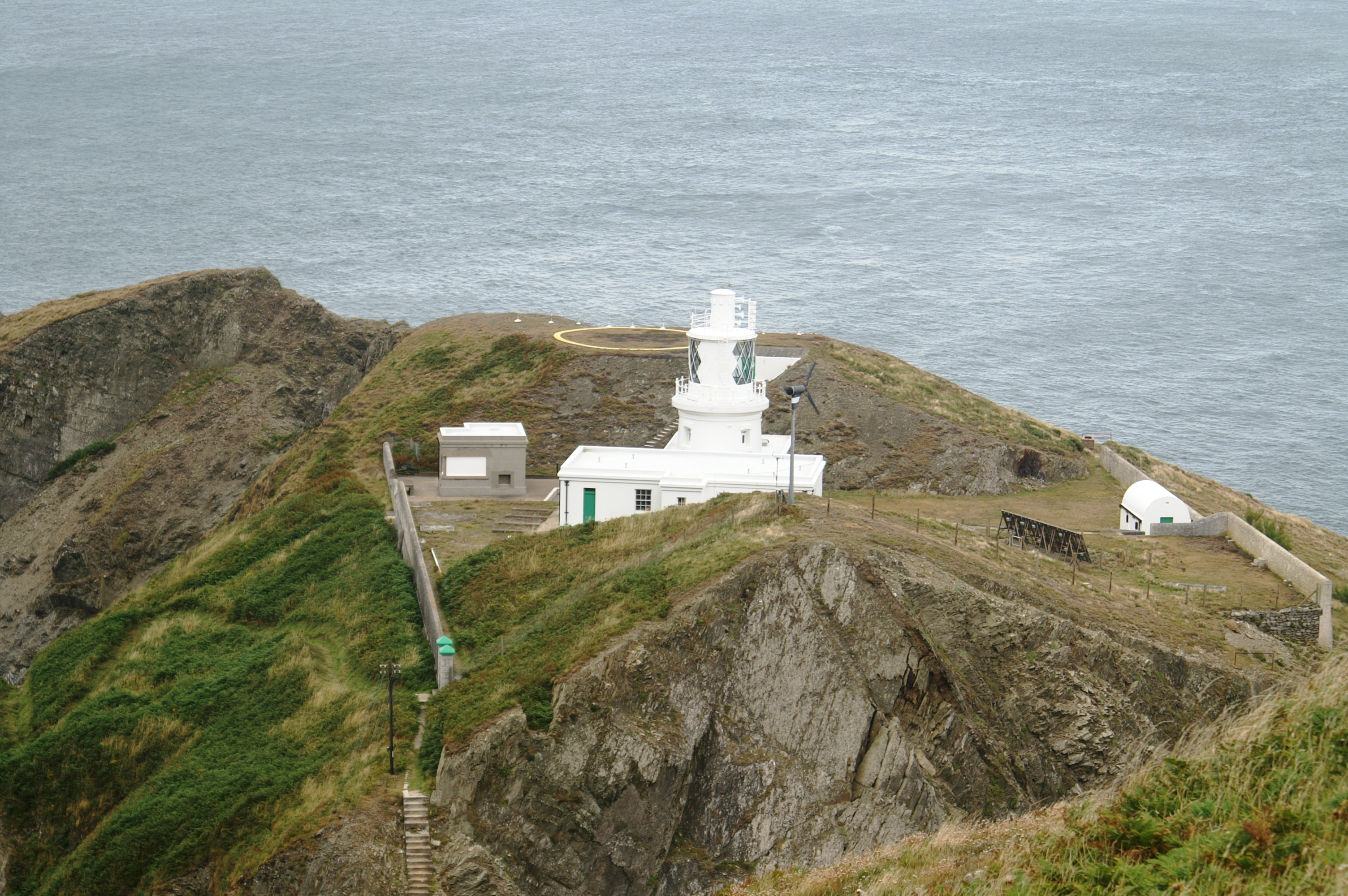
Le nouveau Phare, en blanc.
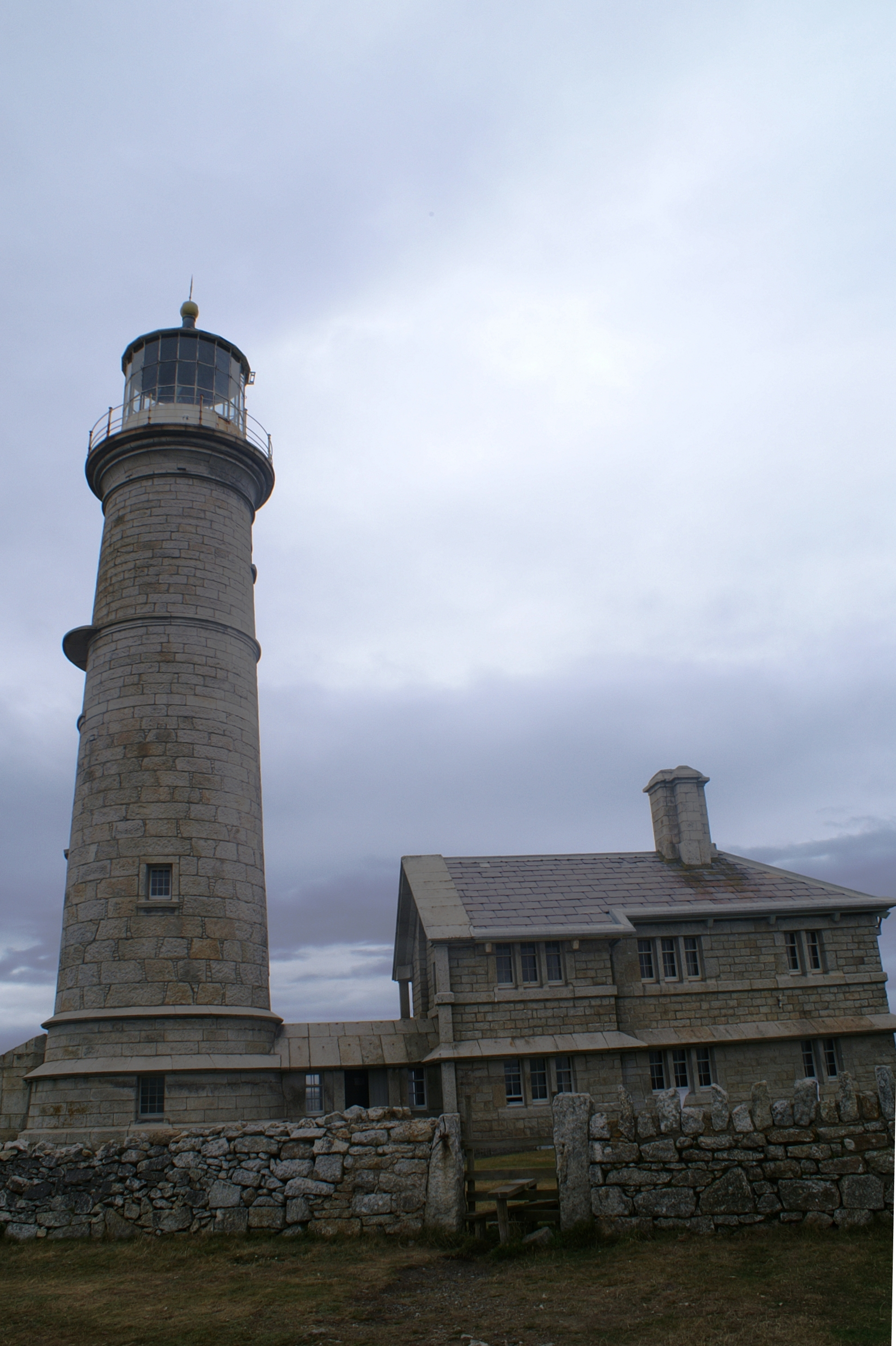
Le vieux phare.
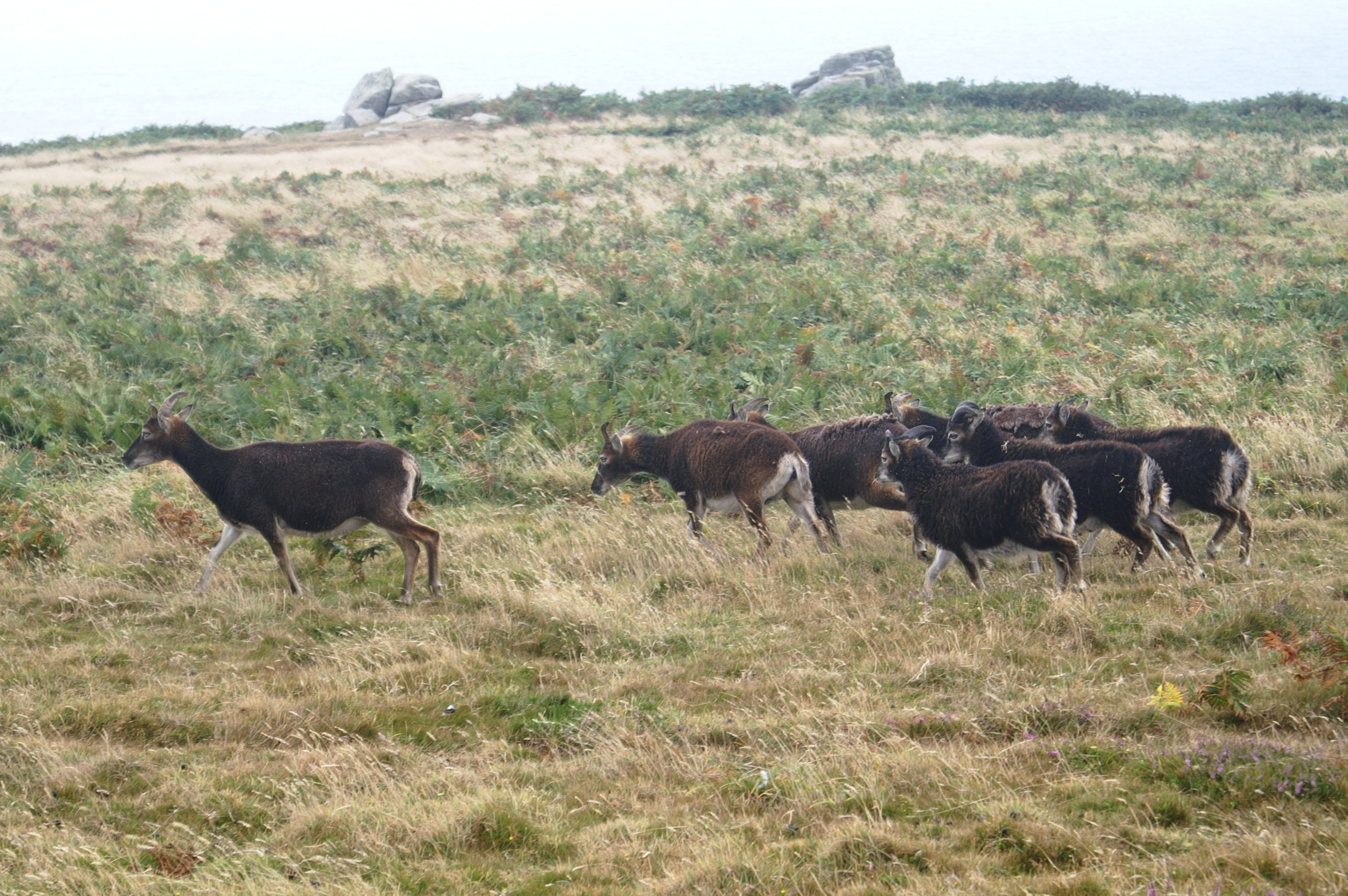
Le Sikahert, commun sur Lundy.
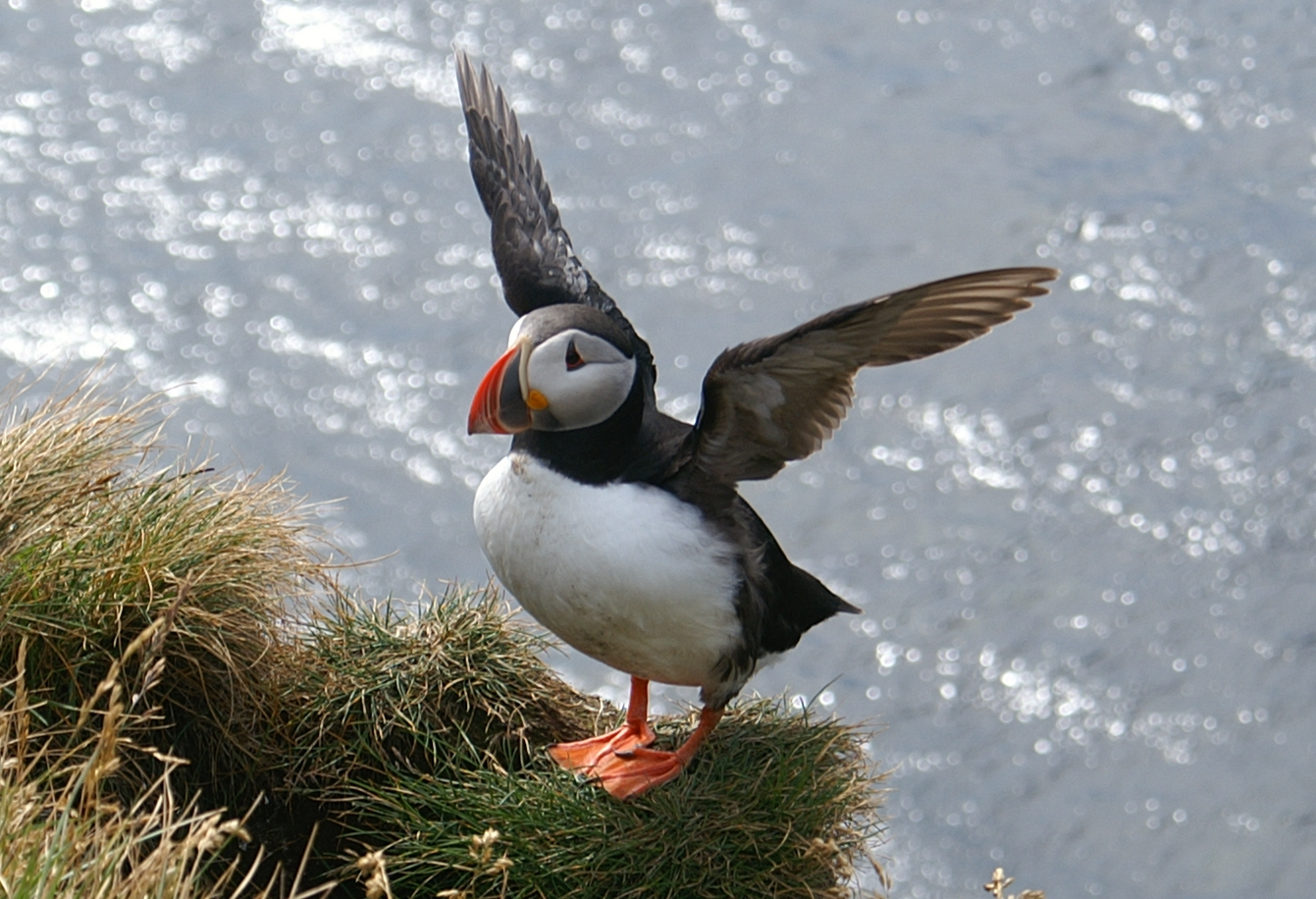
Un macareux (Puffin).
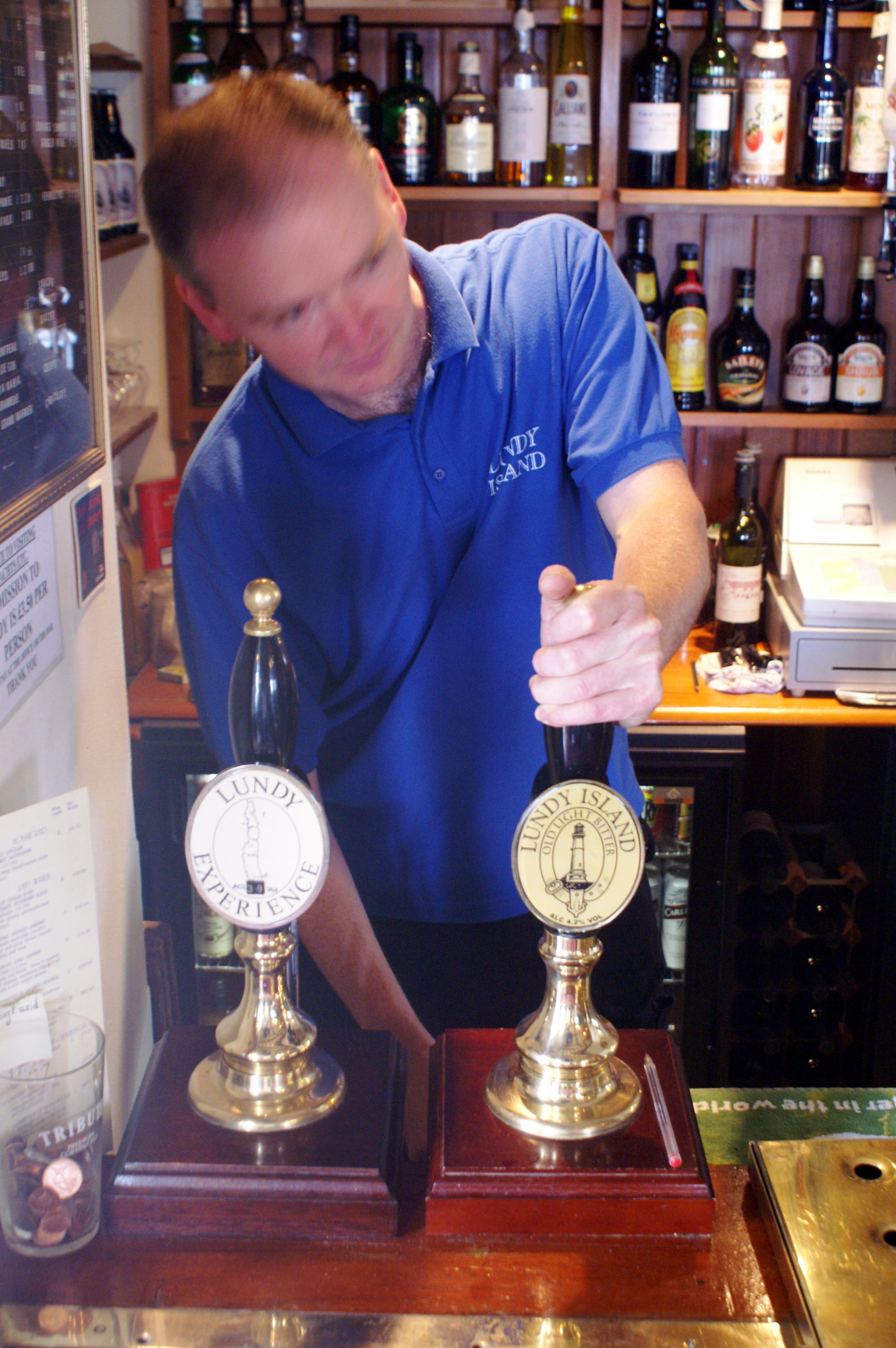
La bière de l'île au pub de Lundy.
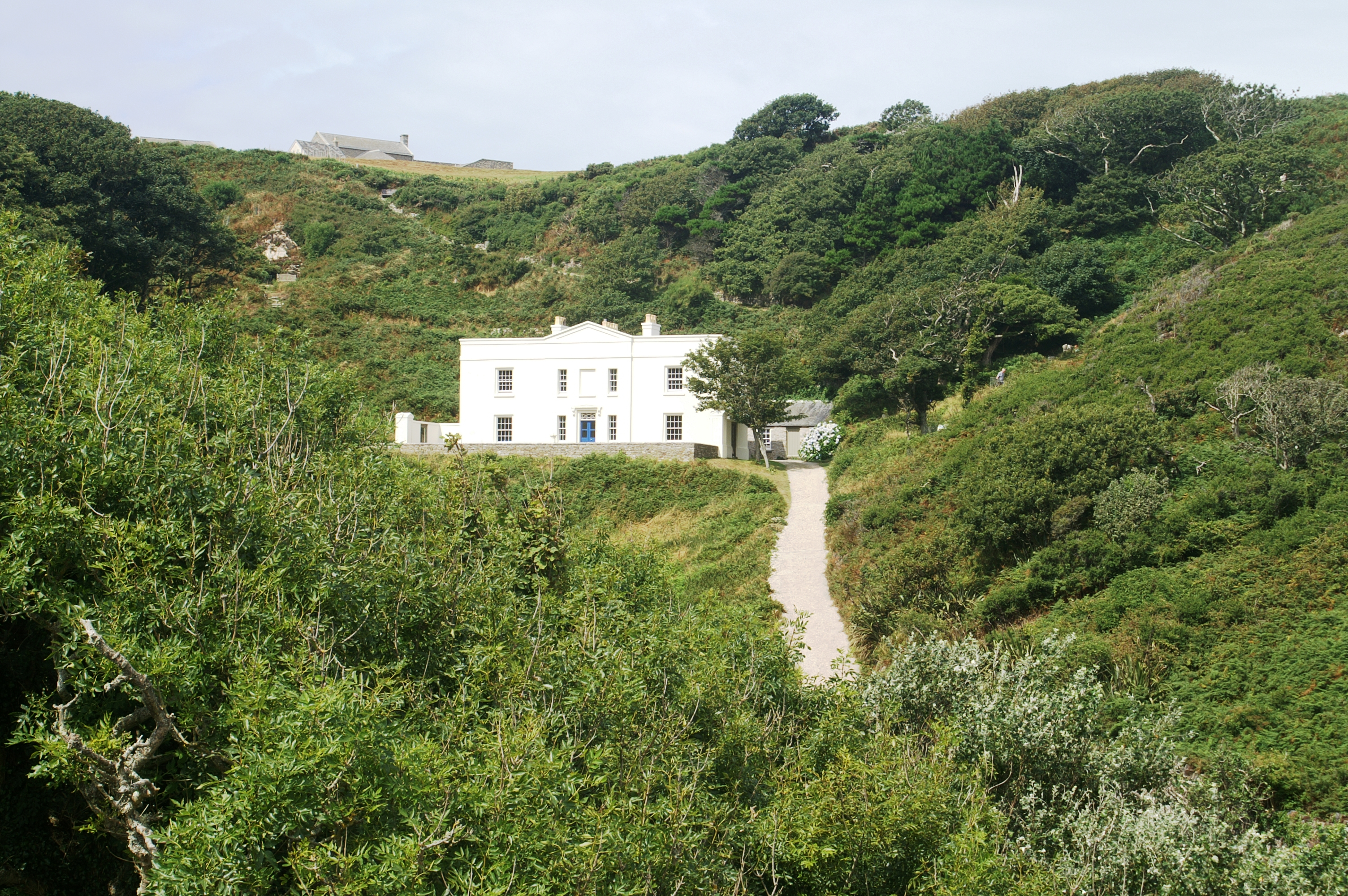
Mill House Combe.
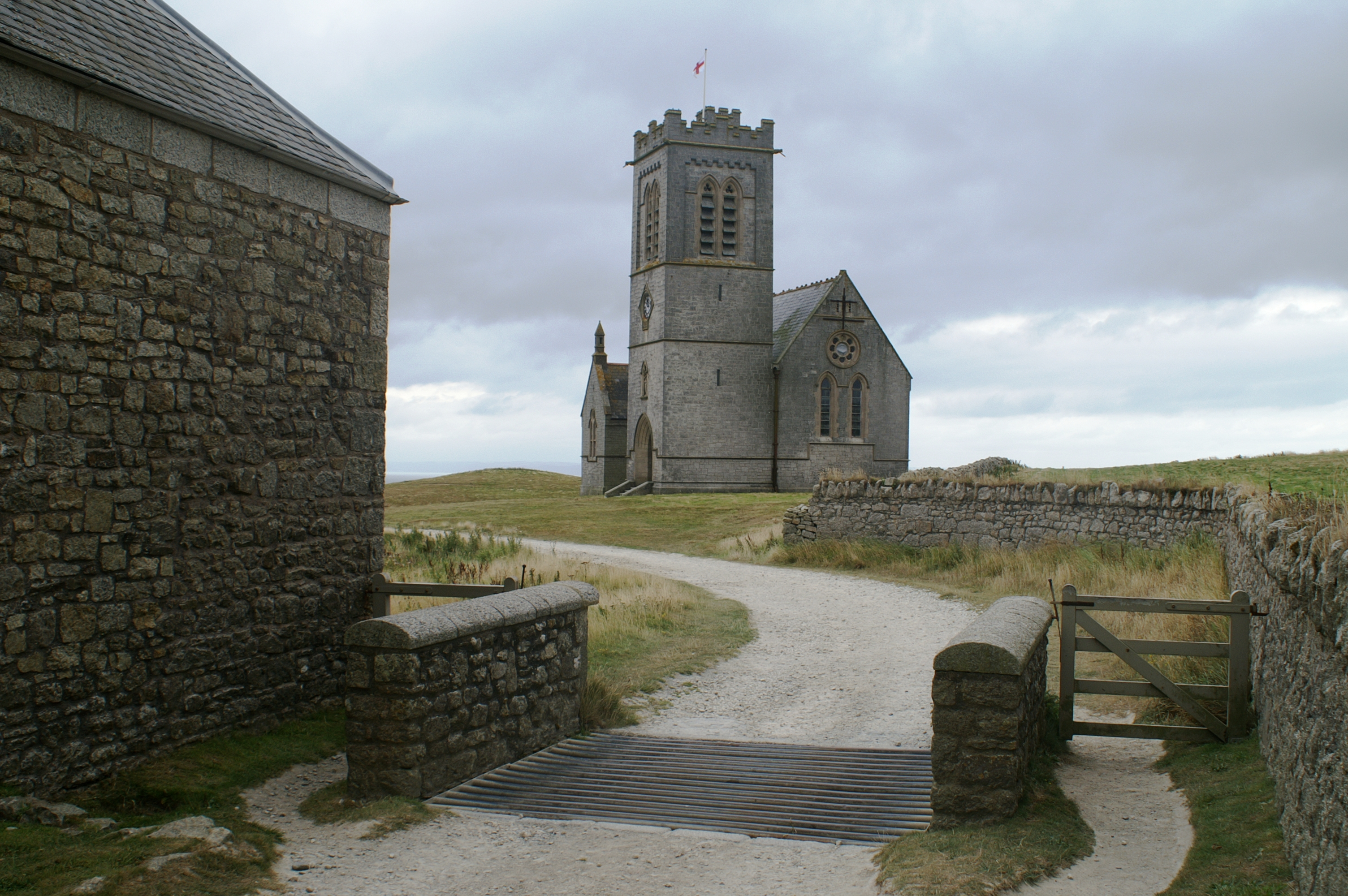
Église Saint-Helenas.
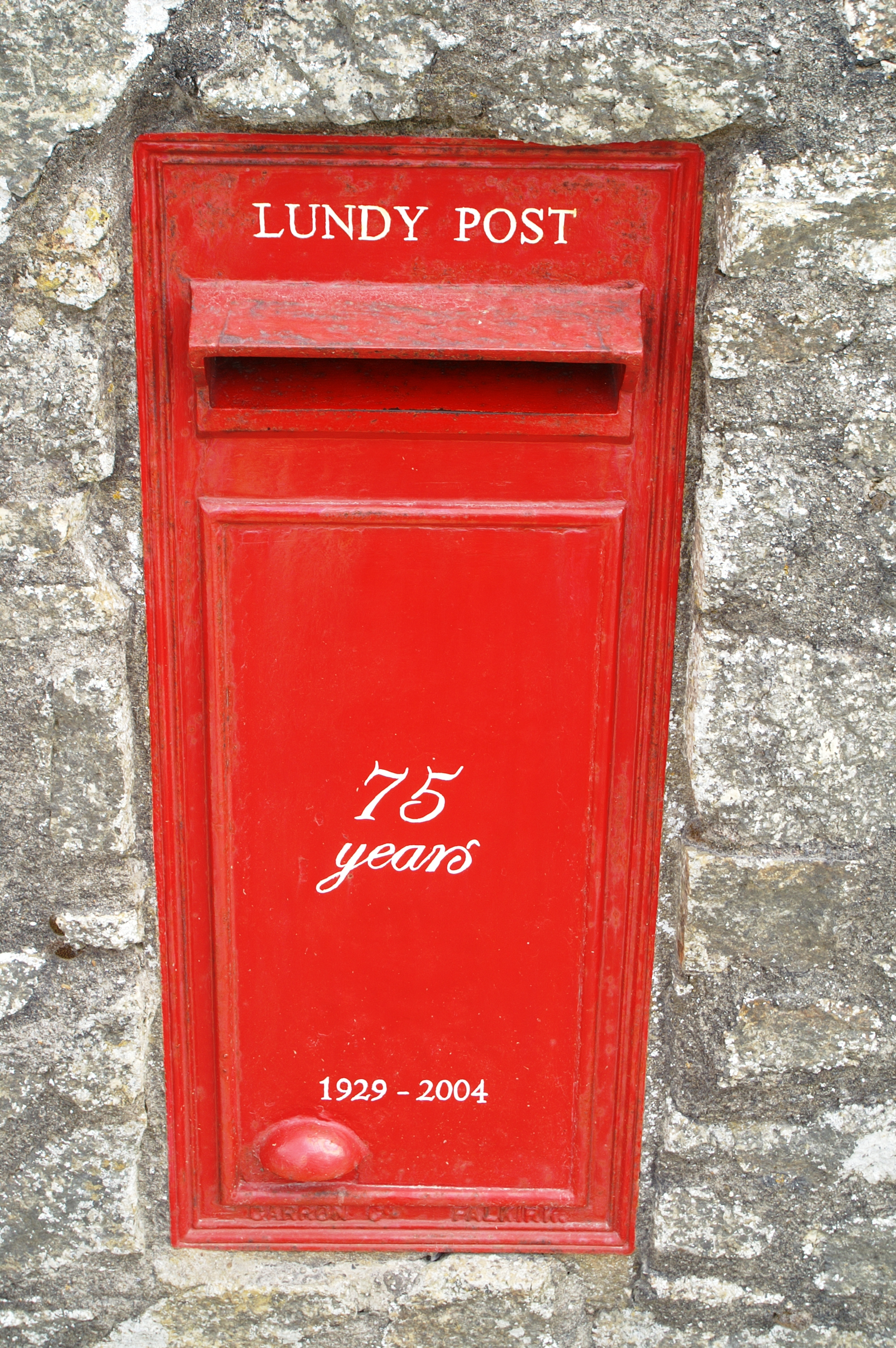
Boite aux lettres de Lundy.
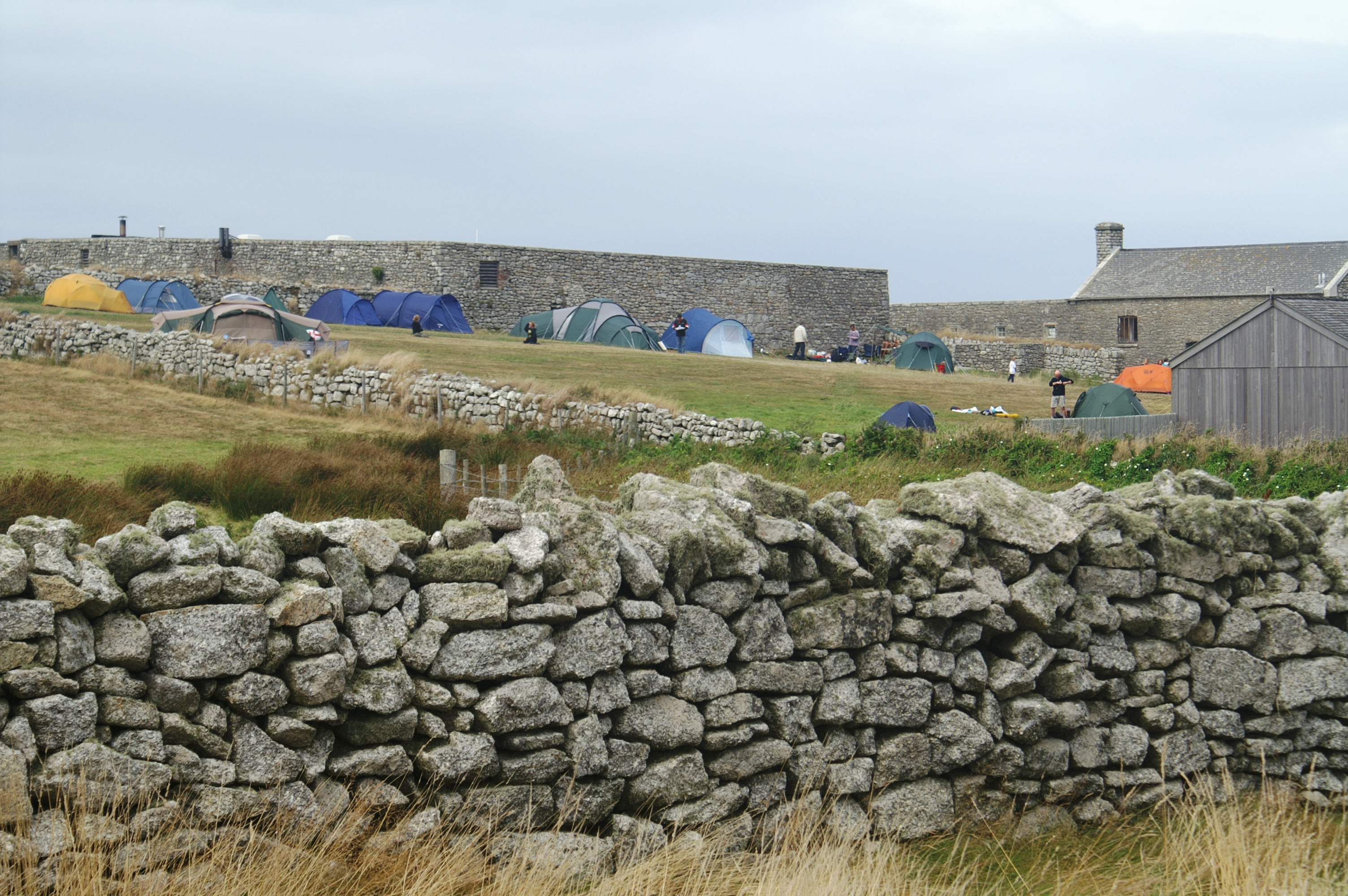
Camping à Lundy.

## Honneur
L'astéroïde (100604) Lundy porte son nom.